# Transporte expresso regional

Logotipo do TER

Transporte expresso regional (TER) designa em frança o Transport Express Régional que é ao mesmo tempo uma marca comercial da SNCF e uma categoria de trens ou comboios regionais.
Um TER é então um trem expresso regional em toda a França mesmo se na região da capital, na Ilha de França, seja denominado "Transilien", o que não impede que um TER venha do exterior até ao centro da cidade.
Criado em 1986 para servir as zonas regionais e facilitar um transporte ferroviário com as cidades, razão porque foi primeiro posto em serviço em 20 regiões administrativas da França.

## História
- 1970 - primeira convenção para a um TER
  - Janeiro; entre Nancy - Metz - Thionville
  - Agosto; entre Cannes, Nice et Menton
- 1976 -  Saint-Étienne -Lyon
- 1978 - convenção para uma região completa, a de Nord-Pas-de-Calais
- 1982 - é aprovada a "Loi d'orientation sur les transports intérieurs, a LOTI
- 1986 - criação do conceito comercial TER
- 2002 - todas as regiões são comercializada com o TER

## Serviços
- TER Auvergne-Rhône-Alpes
- TER Bourgogne-Franche-Comté
- TER Bretagne
- TER Centre-Val de Loire
- TER Grand Est
- TER Hauts-de-France
- TER Normandie
- TER Nouvelle-Aquitaine
- TER Occitanie
- TER Pays de la Loire
- TER Provence-Alpes-Côte d'Azur

## Imagens

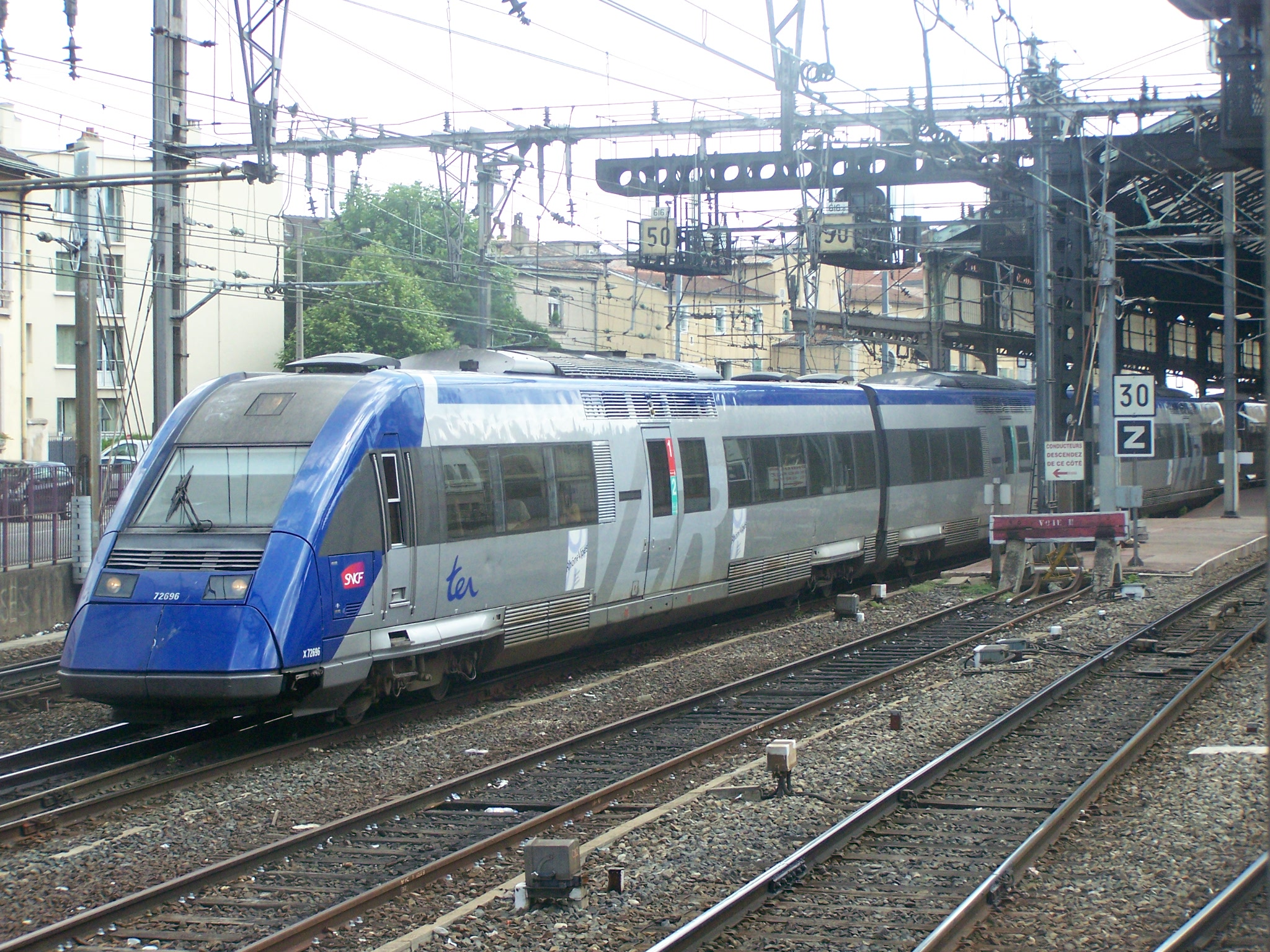
TER Ródano-Alpes em Valence (Drôme)
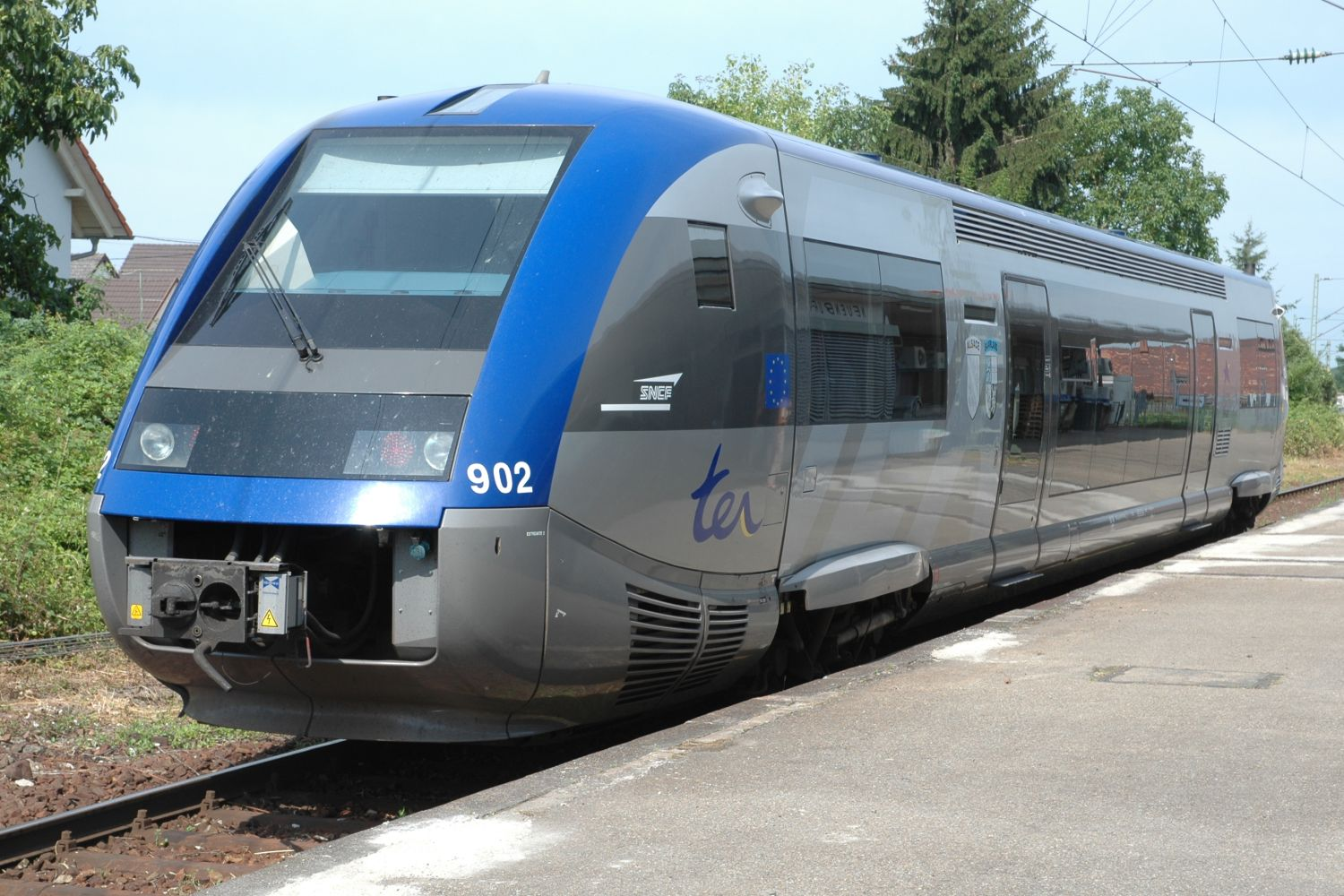
TER Alsácia
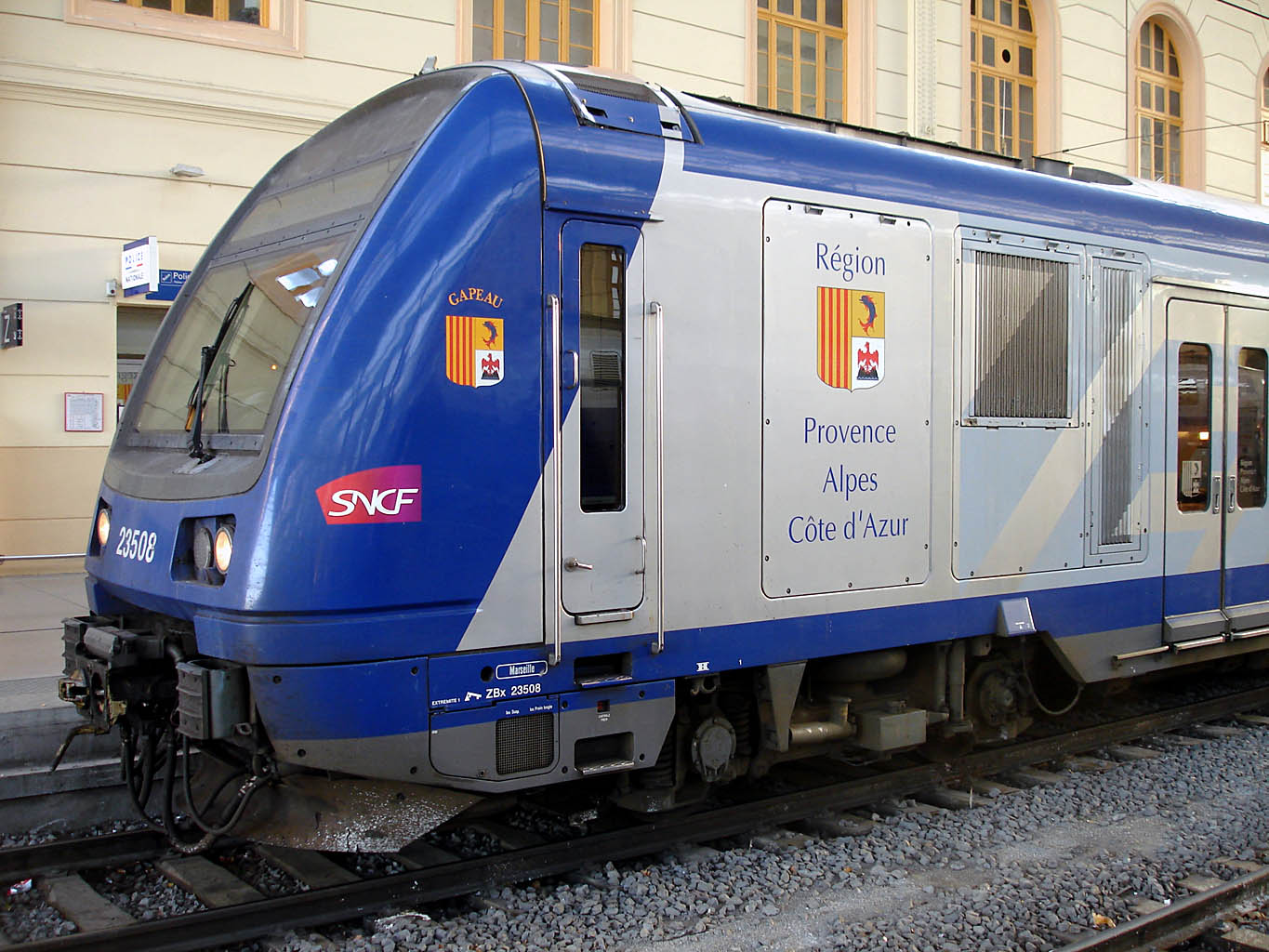
Um TER em Marselha